# Francesco Scavullo
Francesco Scavullo (Nova York, 16 de janeiro de 1921 – Nova York, 6 de janeiro de 2004) foi um fotógrafo de  moda norte-americano, conhecido por suas fotografias de celebridades e suas capas para a revista Cosmopolitan.
Nascido em Staten Island, começou sua fascinação por imagens usando a câmera do pai para fotografar suas irmãs. Após completar o ensino secundário, ele começou a trabalhar num estúdio que produzia fotos para catálogos de moda. Depois disso, trabalhou três anos como assistente de Horst P. Horst, fotógrafo da revista Vogue, estudando e aprendendo as técnicas de Horst. Em 1946, fez uma foto de capa para a revista Seventeen, que lhe valeu um contrato com revista. Em pouco tempo, Scavullo abriu seu próprio estúdio em Manhattan.
Durante anos fotografou moda e celebridades, para revistas e propaganda,  capas de álbuns de disco, cartazes de cinema e de espetáculos da Broadway. Alguns de seus trabalhos mais polêmicos foram um foto nua do ator Burt Reynolds para um poster central da revista Cosmopolitan – da qual fez as capas por décadas, dando uma identidade visual própria à publicação – e de uma muito jovem Brooke Shields, que o chamava de "Tio Frank",  que críticos consideraram muito sexualizada. Entre as diversas publicações para as quais trabalhou estão Harper's Bazaar, Good Housekeeping, Rolling Stone e Vanity Fair.
Foi ele quem ajudou a transformar na maior supermodelo de sua época a adolescente da Filadélfia Gia Carangi, de quem foi melhor amigo, confidente e mentor e a quem apoiou mesmo quando a carreira de Gia entrou em declínio nos anos 80 por causa de seu vício em drogas pesadas. Quando Gia não conseguiu mais arranjar trabalho na indústria que a evitava, Scavullo continuava a lhe dar trabalhos e a ajudou até sua morte, causada pelo vírus da AIDS em 1986. Anos mais tarde, Angelina Jolie ganharia um Globo de Ouro interpretando a modelo no telefilme Gia, em que Scavullo seria representado pelo ator Edmund Genest. No cinema, apareceu interpretando a si próprio no filme Lipstick, de 1976, fotografando a então top model americana e principal atriz do filme, Margaux Hemingway.
Fotógrafo que influenciou dezenas de seguidores admiradores de seu trabalho e seu estilo, especialmente de seus retratos, Francesco Scavullo morreu em 2004 de insuficiência cardíaca, dez dias antes de seu 83º aniversário,  quando estava a caminho de uma sessão de fotos com o então âncora da CNN, o jornalista Anderson Cooper.
Homossexual, ele viveu em companhia do produtor de moda Sean M. Byrne, que começou a carreira como seu assistente, de 1972 até sua morte.